# تود ليبرت
تود ليبرت (بالإنجليزية: Todd Lippert)‏ هو سياسي أمريكي، ولد في 26 يناير 1977. حزبياً، نشط في حزب العمال المزارعين الديمقراطيين في مينيسوتا والحزب الديمقراطي. وقد انتخب عضو مجلس نواب مينيسوتا (8 يناير 2019 – ).